# Гельторф
Гельторф (нім. Geltorf) — громада в Німеччині, розташована в землі Шлезвіг-Гольштейн. Входить до складу району Шлезвіг-Фленсбург. Складова частина об'єднання громад Гаддеби.
Площа — 8,08 км2. Населення становить 363 ос. (станом на 31 грудня 2020).